# Stella Dallas
Stella Dallas (prt: O Pecado das Mães) é um filme norte-americano de 1937, do gênero drama, dirigido por King Vidor  e estrelado por Barbara Stanwyck e John Boles.
Esta é a segunda e melhor adaptação do romance homônimo de Olive Higgins Prouty, publicado no início da década de 1920. A primeira é de 1925, sob a direção de Henry King. Haveria ainda outra em 1990, com Bette Midler — Stella.

## Produção

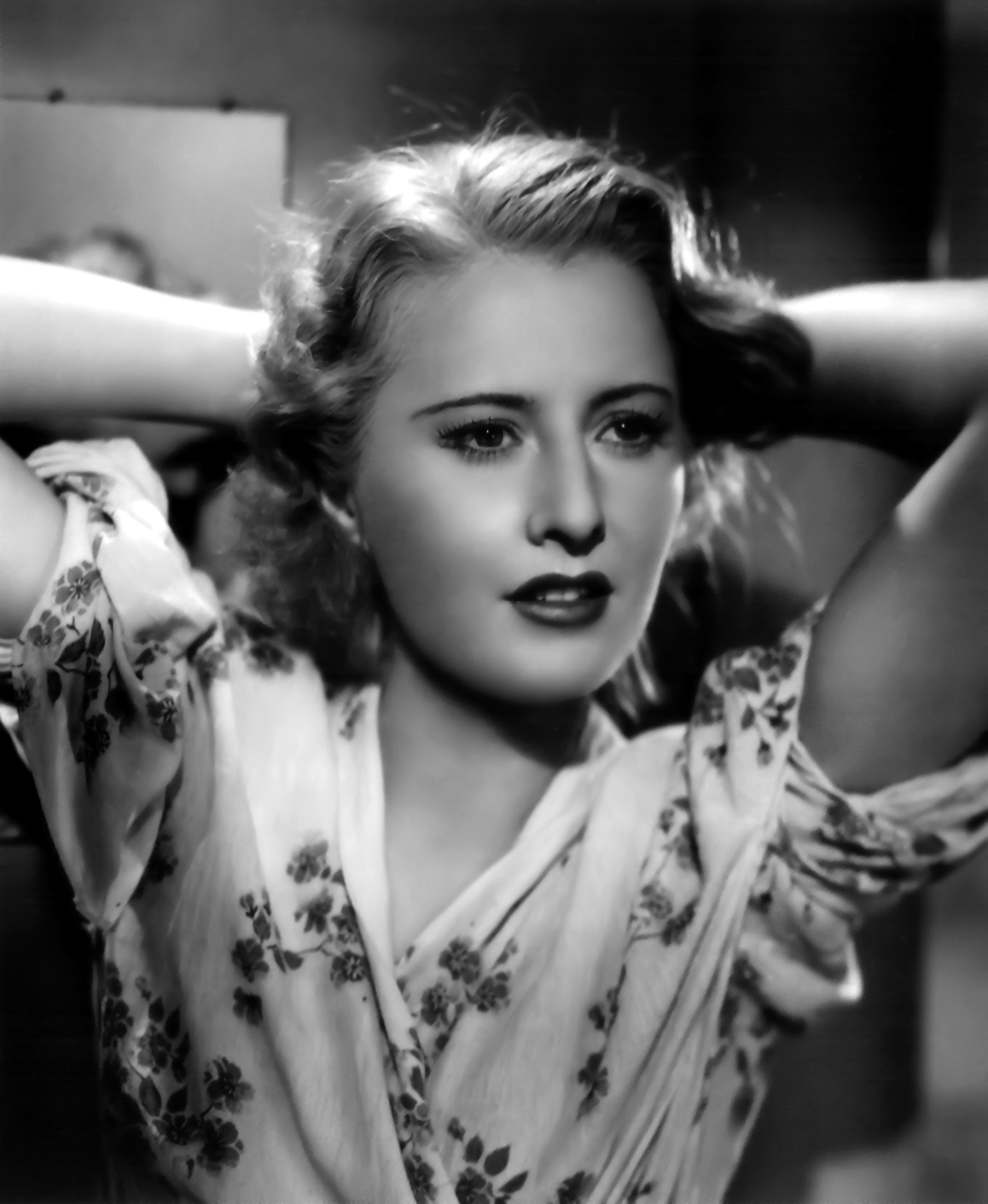
Barbara Stanwyck em foto publicitária para divulgação de Stella Dallas

Dramalhão lacrimoso, grande sucesso de público, o filme deu a Barbara Stanwyck a primeira de suas quatro indicações ao Oscar (ela nunca venceu). Anne Shirley, como a filha adolescente da abnegada mãe do título, também foi lembrada pela Academia -- a única vez que isso aconteceu.
Para Ken Wlaschin, Stella Dallas é um dos dez melhores trabalhos da carreira de Barbara Stanwyck.

## Sinopse
Stella Dallas, jovem vulgar vinda da classe trabalhadora, casa-se com o endinheirado e sofisticado Stephen. O casal tem uma filha, Laurel, mas a tendência de Stella em comportar-se como uma deslumbrada "nova rica" faz com que Stephen peça o divórcio. Em seguida, ele se une a Helen, sua antiga noiva, enquanto a Stella resta o insosso Ed Munn. Sua vida passa a girar em torno de Laurel, por quem tudo sacrifica e tudo enfrenta, inclusive o desprezo da comunidade. Quando Laurel sobe ao altar com o respeitável Richard Grosvenor, Stella assiste a cerimônia do lado de fora, coberta por lágrimas...

## Premiações
| Patrocinador                                  | Prêmio | Categoria                                                               | Situação |
| --------------------------------------------- | ------ | ----------------------------------------------------------------------- | -------- |
| Academia de Artes e Ciências Cinematográficas | Oscar  | Melhor Atriz (Barbara Stanwyck) Melhor Atriz Coadjuvante (Anne Shirley) | Indicado |

## Elenco
| Ator/Atriz       | Personagem                         |
| ---------------- | ---------------------------------- |
| Barbara Stanwyck | Stella Dallas                      |
| John Boles       | Stephen Dallas                     |
| Anne Shirley     | Laurel Dallas                      |
| Barbara O'Neill  | Helen Dallas                       |
| Alan Hale        | Ed Munn                            |
| Marjorie Main    | Senhora Martin                     |
| Ann Shoemaker    | Margaret Phillibrown               |
| Tim Holt         | Richard Grosvenor                  |
| Nella Walker     | Senhora Grosvenor                  |
| Charles Richman  | Stephen Dallas Sr. (não-creditado) |